# Ommatius conciens
Ommatius conciens är en tvåvingeart som beskrevs av Wulp 1872. Ommatius conciens ingår i släktet Ommatius och familjen rovflugor. Inga underarter finns listade i Catalogue of Life.